# Grycksbobanan

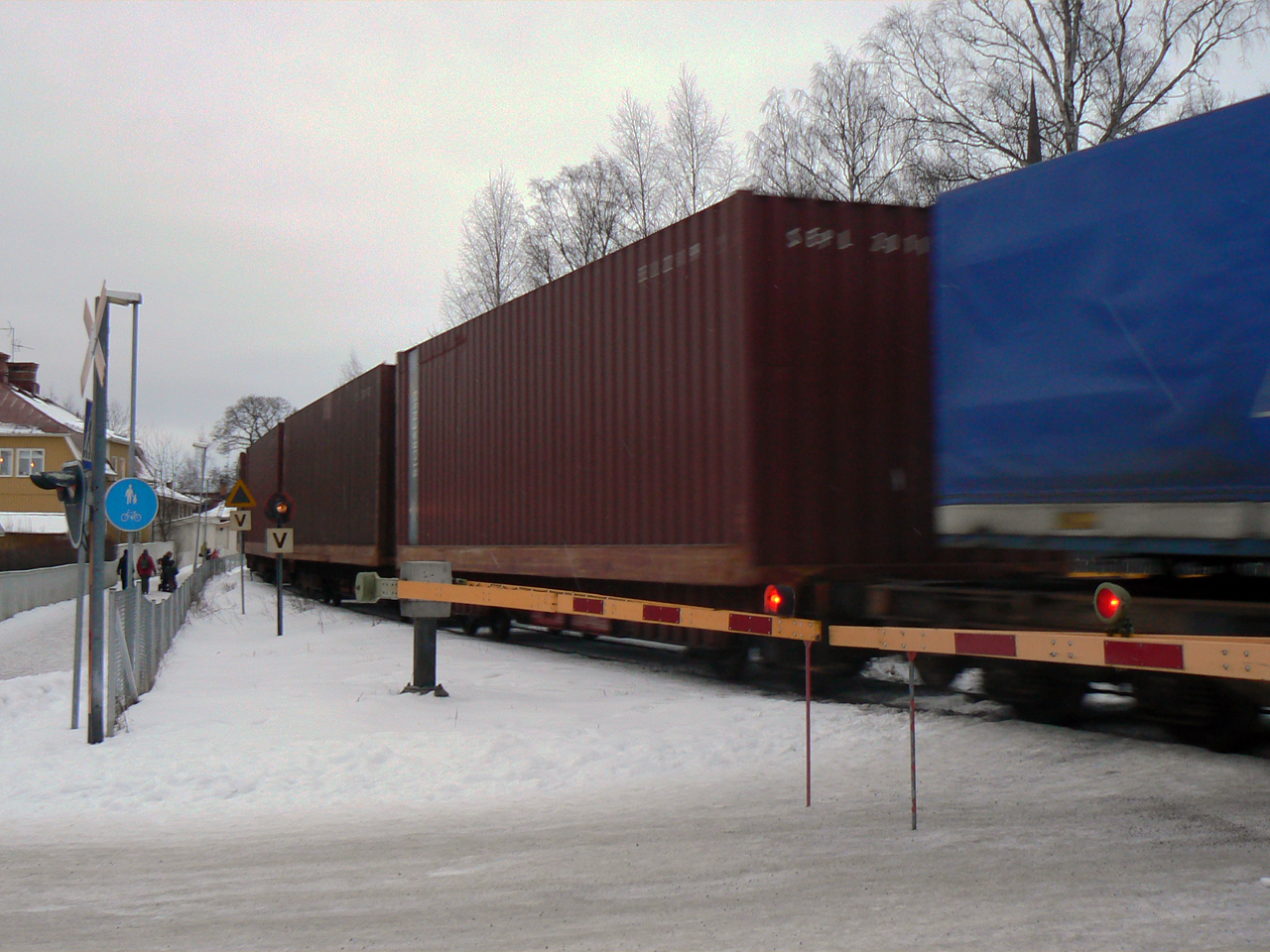
Några av vagnarna från samma tåg

Grycksbobanan är en järnväg som går mellan Falun C och Grycksbo. Banan, vilken öppnades 1889, är enkelspårig, 14 km lång, och är av normalspårvidd (1435 mm). Elektrifiering, fjärrblockering och ATC saknas och banan trafikeras enligt system S.

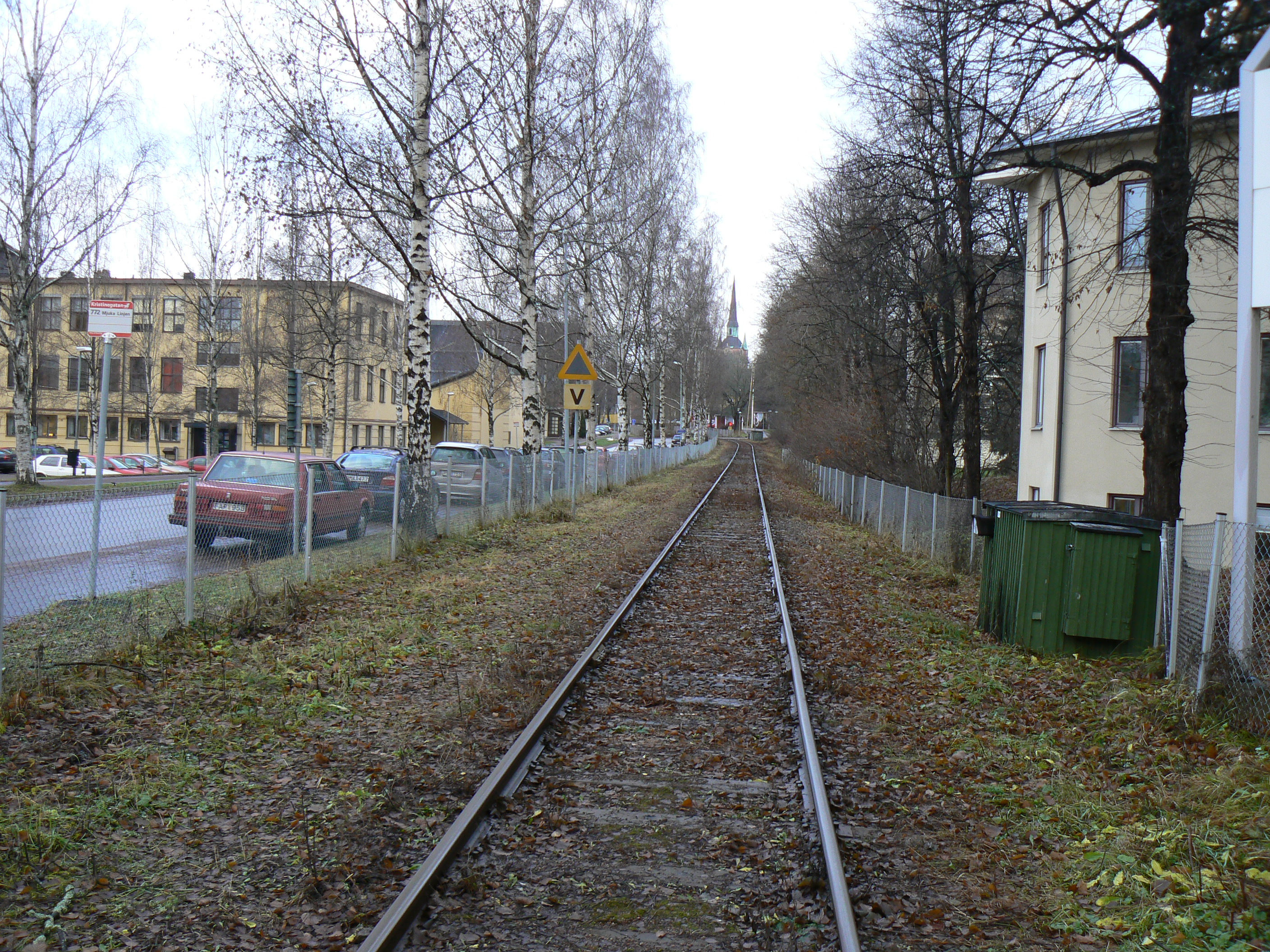
Grycksbobanan genom centrala Falun

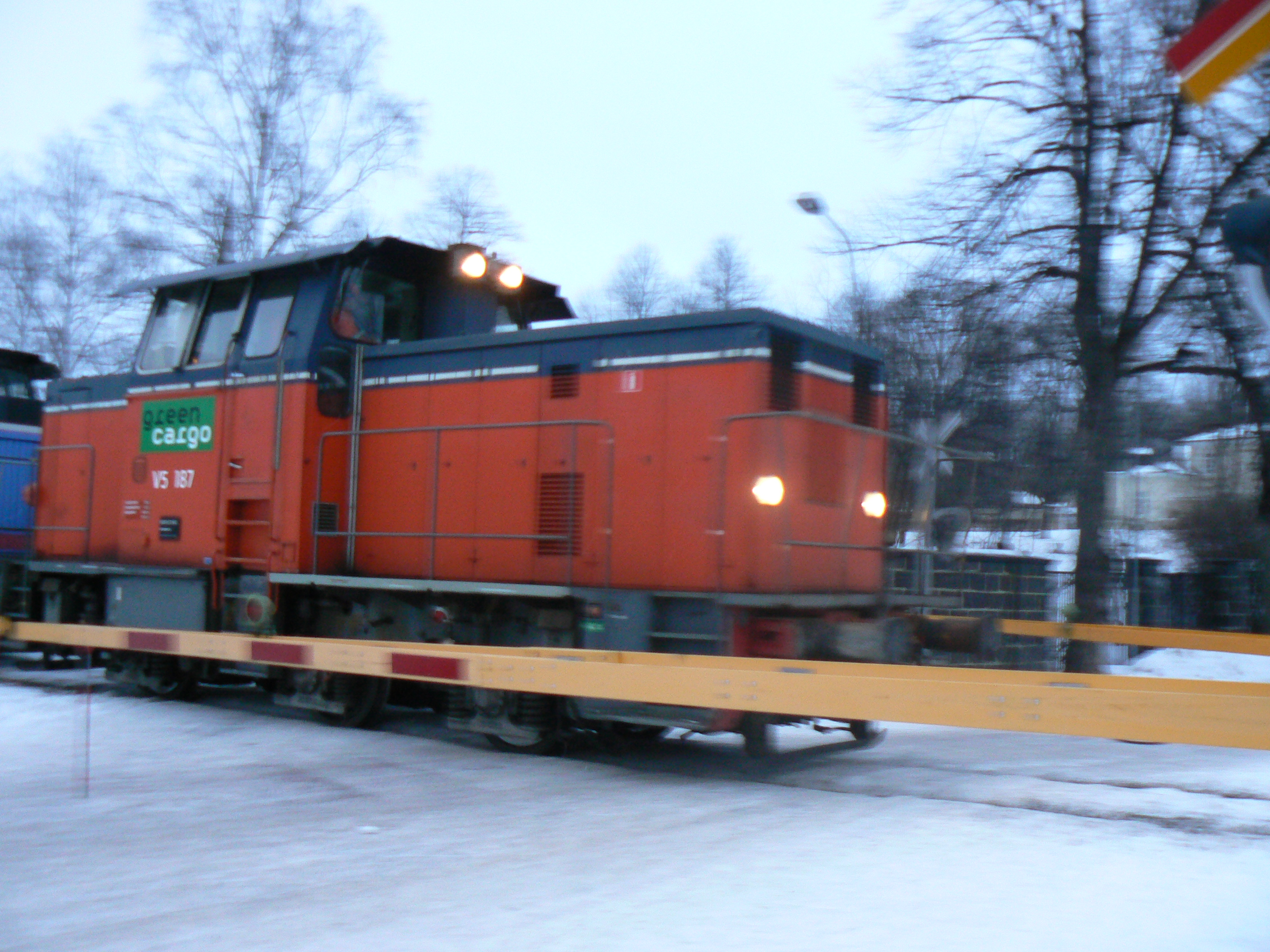
Diesellok av typ V5, ett av två på ett tåg på väg genom Falun

Ursprungligen fortsatte spåret vidare från Grycksbo till Rättvik och därefter till Mora och Orsa. Det var då en del av Falun-Rättvik-Mora Järnväg. Då denna senare övertogs helt av Gefle-Dala jernväg blev den en del av GDJ:s huvudlinje Gävle-Mora, men järnvägstrafiken mellan Falun och Rättvik lades ner 1965 förutom godstransporterna till och från Grycksbo pappersbruk och spåret på den övriga sträckan revs upp.
År 1987 ersattes Stora-tågen mellan Falun och Grycksbo med vanliga vägtransporter, så att också denna del lades ner, men spåret fick ligga kvar och i slutet av 1990-talet fanns det önskemål om att återuppta tågtrafiken och på så sätt kunna köra godset med tåg hela vägen dit det skulle i landet. Protesterna blev många, eftersom järnvägen går tvärs genom centrala Falun. Spåret rustades dock upp och i september 2003 började tågen åter rulla på Grycksbobanan. Trafikmängden var ett tåg per dygn i vardera riktningen och operatören var Green Cargo AB. Sedan pappersbruket i Grycksbo fått ny ägare 2008 lades trafiken på järnvägen åter ner. Museiföreningen Gefle-Dala Jernväg har då och då kört museitrafik med ånglok på Grycksbobanan före nedläggningen och efter återöppnandet. Detta har börjat stabilisera sig till ett årligt återkommande "Ångans dag". Sådana ångtågsturer till Grycksbo har körts även efter 2008 års nedläggning av godstrafiken.
Längs banans sträckning genom Falun låg förr en station vid namn Falun Norra. Det har också funnits en hållplats i Bergsgården. Dessa är än idag klassade som linjeplatser, trots att växlarna tagits bort. Även Grycksbo är linjeplats, medan Falu centralstation är järnvägsstation. En tidigare trafikplats i Bengtsarvet är helt avskaffad.
Grycksbobanan är inte ett officiellt namn – sådant saknas idag – men är i allmänt bruk vid syftning på sträckan.